# 27 июля
27 июля — 208-й день года (209-й в високосные годы) по григорианскому календарю.
До конца года остаётся 157 дней.
До 15 октября 1582 года — 27 июля по юлианскому календарю, с 15 октября 1582 года — 27 июля по григорианскому календарю.
В XX и XXI веках соответствует 14 июля по юлианскому календарю.

## Праздники и памятные дни
См. также: Категория:Праздники 27 июля

### Общественные
Международный день гамбургера

### Национальные
- Вьетнам — День памяти жертв Вьетнамской войны
- КНДР — День победы в Отечественной войне
- Финляндия — День сони
- Пуэрто-Рико — День рождения Хосе Селсо Барбозы[3]
- Россия — День военно-морского флота

### Религиозные
Православие
- Память апостола от 70 Акилы (I в.);
- память преподобного Стефана Махрищского (1406);
- память мученика Иуста Римского (I в.)[6];
- память преподобного Еллия монаха (IV в.)[7];
- память преподобного Онисима Магнезийского, чудотворца (IV в.);
- память мученика Иоанна Мервского;
- память преподобного Никодима Святогорца (1809);
- память священномученика Константина Богоявленского, пресвитера (1918);
- память священномученика Николая Порецкого, пресвитера (1933);
- празднование в честь иконы Божией Матери «Елисаветградская». (VIII в.).

### Именины
- Католические: Наталья, Юлия.
- Православные[8] (дата по новому стилю):
  - Акила — апостол от семидесяти, епископ Гераклейский, ученик апостола Павла, священномученик.
  - Еллий (Гелий, Елий, Элий, Элли) — монах
  - Иларий (Иларион, Илларион) — мученик Иларий
  - Иоанн (Иван)  — мученик Иоанн Мервский
  - Ираклий — мученик Ираклий.
  - Иуст (Иуста, Юст) — мученик Иуст Римский.
  - Константин — священномученик Константин (Богоявленский)
  - Никодим — преподобный Никодим Святогорец
  - Николай — священномученик Николай (Порецкий)
  - Онисим (Анис, Анисим) — исповедник Онисим Магнезийский
  - Пётр — священномученик Пётр, епископ Критский
  - Стефан (Степан) — иеросхимонах Стефан Махрищский
  - Феодор (Фёдор) — праведный Феодор

## События
См. также: Категория:События 27 июля

### До XIX века
- 1147 — как указывает повесть «Сказание об убиении Даниила Суздальского и начале Москвы» — была основана Москва.
- 1214 — в ходе англо-французской войны произошла битва при Бувине.
- 1471 — московское войско одержало победу над новгородцами в сражении на Шеленге.
- 1586 — английский мореплаватель Уолтер Рэли впервые привёз в Британию табак.
- 1606 — в Порт-Ройале (Новая Шотландия) основана первая в Канаде постоянная французская колония.
- 1656 — философ Спиноза изгнан из еврейского сообщества и своего дома в Амстердаме за свои взгляды.
- 1694 — актом парламента основан Банк Англии.
- 1741 — корабль русского исследователя Алексея Чирикова из экспедиции Витуса Беринга первым достиг островов Северо-Западной Америки.
- 1789 — создан Департамент по иностранным связям — первый государственный исполнительный орган США (ныне Госдепартамент США).
- 1794 — переворот 9 термидора в Париже. Спад Великой Французской революции.

### XIX век
- 1827 — учреждено первое в России страховое общество.
- 1834 — открыт Киевский университет[9].
- 1836 — в честь победы русского воинства в Отечественной войне 1812 года в Москве заложен Храм Христа Спасителя.
- 1866 — завершена прокладка трансатлантического телеграфного кабеля между Британией и США.
- 1878 — Варна была окончательно освобождена русскими войсками от многовекового турецкого владычества и стала частью новой Болгарии.
- 1880 — в битве при Майванде афганцы под предводительством Аюб-хана нанесли поражение британской армии.
- 1890 — выйдя на прогулку с материалами для рисования, Винсент ван Гог выстрелил себе в область сердца из револьвера.
- 1900 — «Гуннская речь» германского императора Вильгельма II 27 июля 1900 года в Бремерхафене на церемонии проводов немецкого восточноазиатского экспедиционного корпуса в Китай для подавления Ихэтуаньского восстания.

### XX век
- 1906 — на Британский Гонконг обрушился один из самых разрушительных тайфунов в истории колонии[10].
- 1920
  - Первое использование радиокомпаса для авиационной навигации.
  - В Москве с Красной площади совершён первый в России свободный полёт на сферическом аэростате Анощенко, Куни и Олеринским.
- 1921 — канадский физиолог Фредерик Бантинг впервые изолировал инсулин.
- 1922
  - Образована Адыгейская автономная область.
  - Вблизи Каролинских островов начал формироваться один из самых смертоносных тайфунов в истории Китая[11].
- 1925 — ЦИК и СНК СССР приняли постановление «О признании Российской академии наук высшим учебным учреждением СССР». Образована Академия наук СССР.
- 1930 — лидеры американских профсоюзов призвали к запрету всех товаров из СССР.
- 1934 — город Верхнеудинск переименован в Улан-Удэ.
- 1940
  - на экранах впервые появился герой мультсериалов кролик Багз Банни.
  - американский музыкальный журнал Billboard опубликовал первый список самых популярных песен по итогам продаж пластинок[12].
- 1943 — в Италии распущена фашистская партия.
- 1944 — советские войска освободили Львов в ходе Львовско-Сандомирской операции.
- 1947
  - Первый серийный вертолёт английской постройки, машина Бристоль «Сикамор», совершил первый полёт.
  - Первый полёт первого советского реактивного бомбардировщика Ту-12.
- 1949 — первый полёт первого в мире реактивного пассажирского самолёта «Комет» британской авиастроительной фирмы «Де Хевилленд».
- 1952 — Волго-Донскому каналу присвоено имя революционера Владимира Ульянова-Ленина.
- 1953
  - Корейская война завершилась подписанием Соглашения о перемирии и создании демилитаризованной зоны между КНДР и Южной Кореей.
  - Ватикан запретил работу на фабриках в священные праздники.
- 1955 — пятью государствами ратифицирована Декларация независимости Австрии, прекращение оккупации.
- 1964
  - Указом Президиума ВС СССР на базе Главного управления Гражданского воздушного флота при СМ СССР образовано общесоюзное Министерство гражданской авиации СССР.
  - В Новокузнецке был запущен Западно-Сибирский металлургический завод, комбинат получил первый чугун[источник не указан 752 дня][значимость факта?].
- 1965 — Президент США Линдон Джонсон подписал законопроект, требующий от изготовителей сигарет печатать на всех пачках предупреждение о вреде курения для здоровья.
- 1968 — видный политический чехословацкий деятель и реформатор Александр Дубчек заявил о том, что его страна продолжит движение в избранном направлении и ни на шаг не отступит от политики реформ.
- 1973 — боевиками террористических группировок «Патриа и либертад» и «Роналдо Матус» убит военно-морской адъютант президента Чили Сальвадора Альенде, капитан первого ранга Артуро Арайя. Это убийство ускорило захват управления чилийской армией заговорщиками, что впоследствии обусловит успех военного переворота.
- 1980 — Андрей Сахаров отправил открытое письмо генеральному секретарю ЦК КПСС Леониду Брежневу: «Военные действия в Афганистане продолжаются семь месяцев. Погибли и искалечены тысячи советских людей и десятки тысяч афганцев, главным образом, мирных жителей. Более миллиона афганцев стали беженцами. Внутри СССР усиливается разорительная сверхмилитаризация, усиливается опасная роль репрессивных органов». Письмо осталось без ответа.
- 1983 — боевики Армянской революционной армии совершили нападение на турецкое посольство в Лиссабоне. Погибло 7 человек, включая всех пятерых нападавших.
- 1985
  - С 27 июля по 3 августа в Москве проходил XII Всемирный фестиваль молодёжи и студентов; его открыл М. С. Горбачёв.
  - Первый полёт спортивно-пилотажного акробатического самолёта СУ-26М, в конструкции которого широко применены композитные материалы.
- 1989
  - Катастрофа корейского DC-10 близ Триполи (Ливия). Погибли 79 человек.
  - Начался первый чемпионат мира для дирижаблей-монгольфьеров в Люксембурге. В чемпионате приняли участие 17 дирижаблей. Первое и третье места разделили воздушные суда AS-56 фирмы «Колт», второе место занял дирижабль DP-70 фирмы «Камерон». Пилот дирижабля-победителя — Оскар Линдстрем.
- 1990
  - Верховный Совет Белорусской ССР принял Декларацию о государственном суверенитете.
  - Парламент Молдовы отменил автономию Гагаузии.
- 1994 — парламент Индии запретил в стране тесты по определению пола будущего ребёнка в связи с большим количеством абортов в случаях, когда тесты определяли, что родятся девочки.

### XXI век
- 2002 — трагедия на авиашоу во Львове, ставшая крупнейшей в истории мировых авиашоу. В результате падения Су-27 погибло 77 человек (по неофициальным данным — до 84).
- 2010 — принята новая конституция Кыргызстана.
- 2023 — Поместный собор Православной церкви Украины утвердил переход на новоюлианский календарь.

## Родились
См. также: Категория:Родившиеся 27 июля

### До XIX века

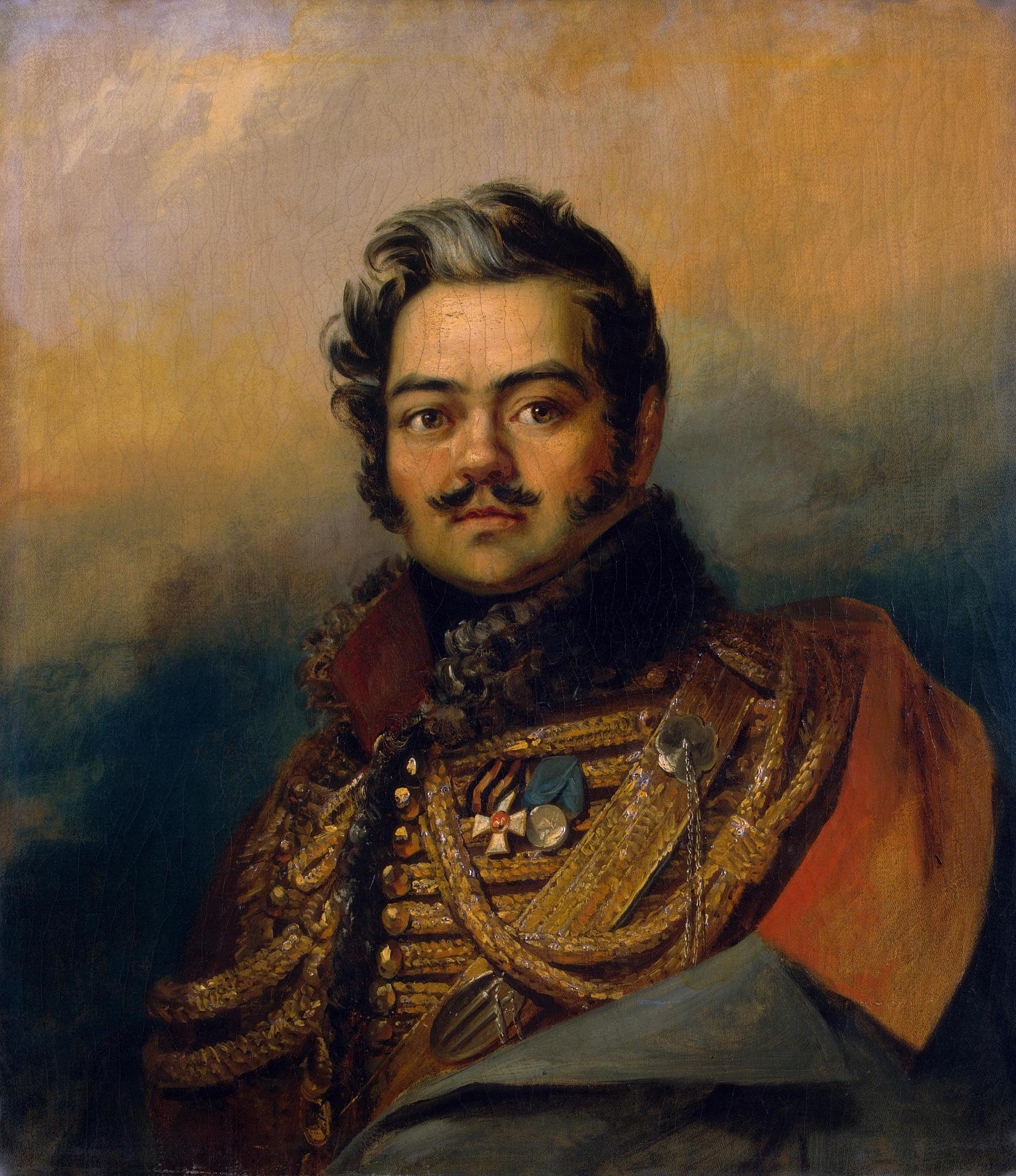
Денис Давыдов

- 774 — Кукай (ум. 835), японский проповедник, буддийский святой.
- 1612 — Мурад IV (ум. 1640), 17-й султан Османской империи (1623—1640).
- 1759 — Виктор Эммануил I (ум. 1824), король Сардинского королевства и герцог Савойский (1802—1821).
- 1768 — Шарлотта Корде (казнена в 1793), французская дворянка, убийца революционера Марата.
- 1777 — Томас Кэмпбелл (ум. 1844), шотландский поэт.
- 1784 — Денис Давыдов (ум. 1839), русский поэт, гусар, герой Отечественной войны 1812 г.

### XIX век
- 1801 — Джордж Биддель Эри (ум. 1892), английский астроном.
- 1802 — Павел Бобрищев-Пушкин (ум. 1865), русский поэт, декабрист.
- 1812 — Василий Завойко (ум. 1898), русский адмирал, мореплаватель, руководитель обороны Петропавловска-Камчатского во время Крымской войны (1853—1856).
- 1824 — Александр Дюма-сын (ум. 1895), французский писатель и драматург.
- 1835 — Джозуэ Кардуччи (ум. 1907), итальянский поэт, лауреат Нобелевской премии (1906).
- 1839 — Александр Кольчугин (ум. 1899), русский предприниматель, старшина Московского купеческого сословия.
- 1853 — Владимир Короленко (ум. 1921), русский писатель, журналист, публицист, общественный деятель.
- 1867 — Энрике Гранадос (ум. 1916), испанский композитор и пианист.
- 1870 — Хилэр Беллок (ум. 1953), писатель и историк англо-французского происхождения.
- 1874 — Людвиг Хольвайн[англ.] (ум. 1949), немецкий художник, графический дизайнер, плакатист.
- 1870 — Владимир Маковский (ум. 1941), русский советский учёный-механик, специалист в области турбиностроения.
- 1876 — Владимир Гиппиус (ум. 1941), русский поэт Серебряного века, литературовед.
- 1880 — Владимир Максимов (ум. 1937), один из популярнейших актёров российского дореволюционного кино.
- 1881 — Ханс Фишер (ум. 1945), немецкий химик, лауреат Нобелевской премии (1930).
- 1882 — Джеффри Де Хавилленд (ум. 1965), английский авиаконструктор.
- 1891 — Валентин Парнах (ум. 1951), российский поэт, переводчик, музыкант, танцор, хореограф.
- 1899 — Станислав Ваупшасов (ум. 1976), советский разведчик, Герой Советского Союза (1944), полковник.
- 1900 — Чарльз Видор (ум. 1959), американский режиссёр венгерского происхождения.

### XX век
- 1902 — Ярослав Галан (ум. 1949), советский писатель-антифашист, публицист, драматург.
- 1903 — Николай Черкасов (ум. 1966), актёр театра и кино, народный артист СССР.
- 1904
  - Владимир Никонов (ум. 1988), советский ономаст, литературовед и поэт.
  - Людмила Руденко (ум. 1986), советская шахматистка, гроссмейстер, 2-я чемпионка мира по шахматам среди женщин.
- 1911 — Николай Кузнецов (ум. 1944), советский разведчик, партизан, Герой Советского Союза.
- 1915 — Марио Дель Монако (ум. 1982), итальянский певец-тенор, один из лучших оперных теноров в истории мирового вокального искусства.
- 1917 — Бурвиль (наст. имя Андре Робер Рембур; ум. 1970), французский актёр («Три мушкетёра», «Разиня», «Большая прогулка»).
- 1923 — Масутацу Ояма (ум. 1994), мастер и преподаватель карате, основатель стиля кёкусинкай.
- 1924 — Отар Тактакишвили (ум. 1989), грузинский композитор, народный артист СССР.
- 1925 — Александр Космодемьянский (погиб в 1945), Герой Советского Союза, брат Зои Космодемьянской.
- 1928 — Альгис Жюрайтис (ум. 1998), советский, литовский и российский дирижёр, народный артист РСФСР.
- 1929 — Жан Бодрийяр (ум. 2007), французский социолог, культуролог и философ-постмодернист.
- 1930 — Анатолий Азольский (ум. 2008), русский советский писатель.
- 1936
  - Заур Кабисов (ум. 2014), осетинский писатель, автор первого на осетинском языке фантастического романа («Последняя обезьяна»).
  - Марис Лиепа (ум. 1989), артист балета, народный артист СССР.
- 1940
  - Пина Бауш (ум. 2009), немецкая танцовщица и хореограф.
  - Владимир Шамшурин (ум. 1996), советский и российский кинорежиссёр, сценарист и художник.
- 1943 — Анастасия Вознесенская (ум. 2022), советская и российская актриса театра и кино, народная артистка РФ.
- 1946 — Токтар Аубакиров, последний космонавт СССР, первый космонавт казахской национальности.
- 1948 — Сергей Дюжиков (ум. 2024), советский, российский и американский гитарист, участник коллективов «Скифы», «Голубые гитары», «Цветы» (Группа Стаса Намина).
- 1964 — Юрий Клинских (ум. 2000), советский и российский музыкант, поэт, композитор, основатель и лидер группы «Сектор газа».
- 1968 — Джулиан Макмэхон (ум. 2025), австралийский актёр («Зачарованные», «Части тела» и др.).
- 1970 — Николай Костер-Вальдау, датский актёр («Игра престолов»).
- 1975 — Яков Цвиркунов, российский рок-музыкант, гитарист группы «Северный Флот», в прошлом — гитарист панк-группы «Король и Шут».
- 1977
  - Джонатан Рис-Майерс, ирландский киноактёр, лауреат премии «Золотой глобус».
  - Тамерлан Тменов, российский дзюдоист, призёр Олимпийских игр, многократный чемпион Европы.
- 1980 — Сергей Лавыгин, российский актёр театра и кино.
- 1981
  - Ли Сяопэн, китайский гимнаст, 4-кратный олимпийский чемпион.
  - Пит Рид, британский гребец, трёхкратный олимпийский чемпион.
- 1988 — Ресторатор (наст. имя Александр Тимарцев), российский хип-хоп-исполнитель, наиболее известный как создатель и экс-ведущий онлайн-шоу Versus Battle.

## Скончались
См. также: Категория:Умершие 27 июля

### До XIX века

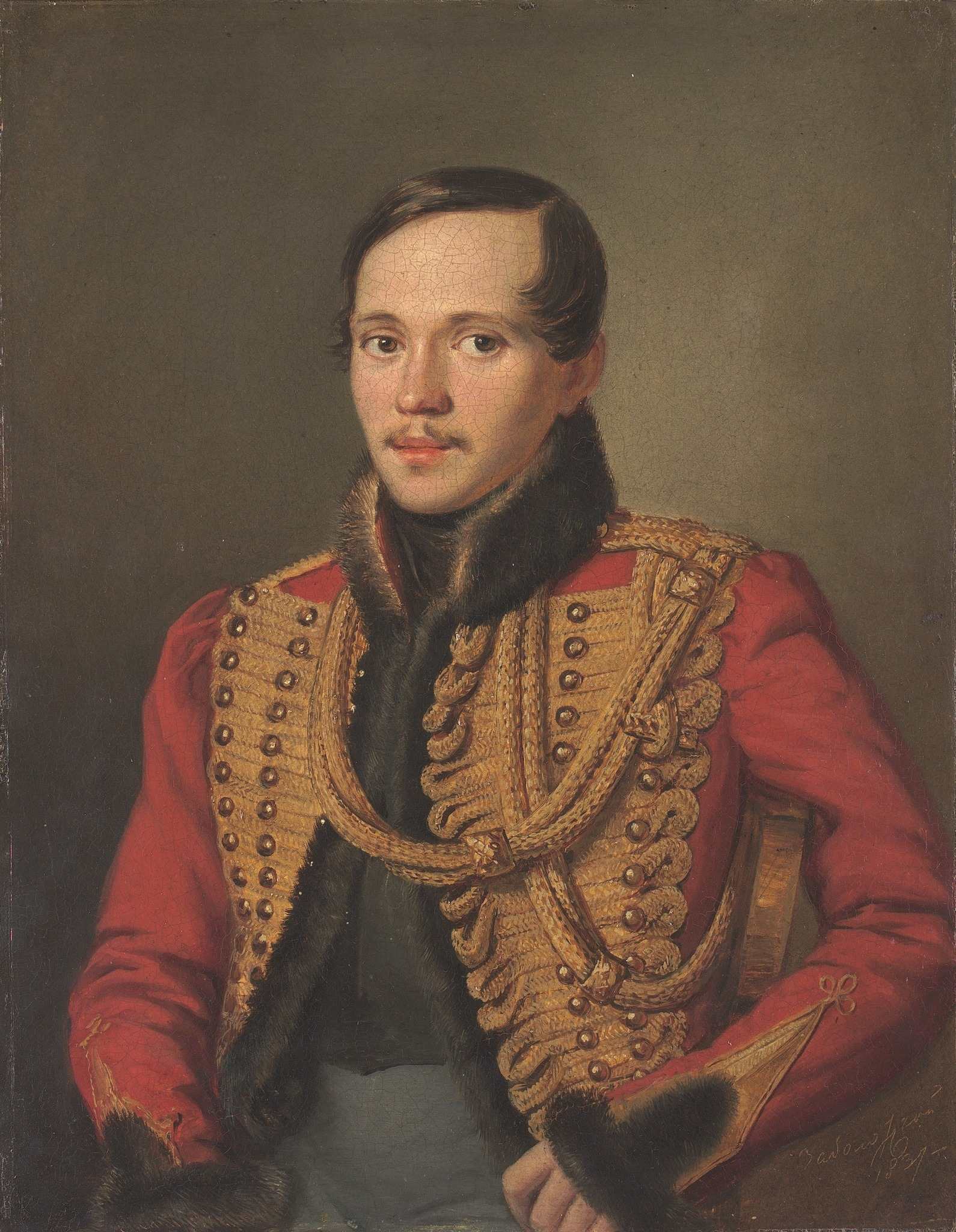
Михаил Лермонтов

- 1061 — Николай II, римский папа (1059—1061)
- 1101 — Конрад (р. 1074), король Италии (1093—1098) и король Германии (1087—1098).
- 1276 — Хайме I Завоеватель (р. 1208), король Арагона (1213—1276).
- 1365 — Рудольф IV (р. 1339), герцог Австрии (1358—1365).
- 1564 — Фердинанд I (р. 1503), император Священной Римской империи (1556—1564).
- 1660 — Джованни Баттиста Ванни (р. 1599), итальянский художник и гравёр стиля барокко; зодчий.
- 1759 — Пьер де Мопертюи (р. 1698), французский математик, физик, путешественник, создатель градусной сетки на картах.
- 1762 — Эдме Бушардон (р. 1698), французский скульптор.

### XIX век
- 1831 — Николай Юсупов (р. 1750), князь, дипломат, коллекционер и меценат.
- 1841 — Михаил Лермонтов (р. 1814), русский писатель.
- 1844 — Джон Дальтон (р. 1766), английский физик и химик.
- 1847 — Валериан Майков (р. 1823), русский философ, литературный критик и публицист.
- 1873 — Фёдор Тютчев (р. 1803), русский поэт.
- 1876 — Уолтер Чаннинг[англ.] (р. 1786), американский врач, впервые (1847) применивший эфир в акушерстве для общей анестезии.

### XX век
- 1917 — Эмиль Теодор Кохер (р. 1841), швейцарский хирург, лауреат Нобелевской премии по физиологии и медицине 1909 года «за работы в области физиологии, патологии и хирургии щитовидной железы».
- 1924 — Ферруччо Бузони (р. 1866), итальянский композитор, пианист-виртуоз.
- 1931 — Огюст Анри Форель (р. 1848), швейцарский невролог, психиатр, энтомолог и общественный деятель.
- 1937 — Герда Таро (р. 1910), немецкий фотограф-антифашист, первая женщина — военный фотожурналист.
- 1941 — Тихон Бондарев (р. 1871), российский революционер, советский партийный деятель.
- 1946 — Гертруда Стайн (р. 1874), американская писательница, теоретик литературы.
- 1952 — Татьяна Щепкина-Куперник (р. 1874), русская советская писательница, драматург, поэтесса и переводчица.
- 1960 — Этель Лилиан Войнич (р. 1864), ирландская и английская писательница, композитор.
- 1962 — Ричард Олдингтон (р. 1892), английский писатель.
- 1970 — Антониу ди Салазар (р. 1889), премьер-министр Португалии, диктатор (1932—1968).
- 1972 — Рихард Куденхове-Калерги (р. 1894), австрийский философ, писатель, основатель Панъевропейского союза.
- 1980 — Мохаммед Реза Пехлеви (р. 1919), 35-й шах Ирана (1941—1979), из династии Пехлеви.
- 1981 — Уильям Уайлер (р. 1902), американский режиссёр и продюсер, обладатель трёх «Оскаров».
- 1984 — Джеймс Мейсон (р. 1909), английский актёр.
- 1992 — Георгий Епифанцев (р. 1939), советский актёр театра и кино.
- 1994 — Эдуард Колмановский (р. 1923), композитор, народный артист СССР.
- 1995 — Миклош Рожа (р. 1907), американский композитор венгерского происхождения.
- 1999 — Александр Александров (р. 1912), математик, физик, философ и альпинист.

### XXI век
- 2002 — Всеволод Абдулов (р. 1942), советский и российский актёр театра и кино, мастер дубляжа.
- 2003 — Боб Хоуп (р. 1903), американский актёр-комик.
- 2008 — Юсеф Шахин (р. 1926), египетский кинорежиссёр.
- 2013 — Илья Сегалович (р. 1964), сооснователь и технический директор «Яндекса».
- 2017 — Валерий Маслов (р. 1940), спортсмен-универсал (хоккей с мячом и футбол), заслуженный мастер спорта СССР.
- 2018 — Владимир Войнович (р. 1932), советский и российский писатель-прозаик, поэт, драматург.
- 2020
  - Оуэн Артур (р. 1949), премьер-министр Барбадоса в 1994—2008 годах.
  - Мухаммад Асад Малик (р. 1941), пакистанский хоккеист. Олимпийский чемпион 1968 года, серебряный призёр Олимпийских игр 1964 и 1972 годов.
- 2023 — Нина Дробышева (р. 1939), советская и российская актриса театра и кино.

## Приметы
Акила и Онисим. Листья на деревьях с Онисима начинают приобретать осеннюю окраску.